# Heidrun Tempel

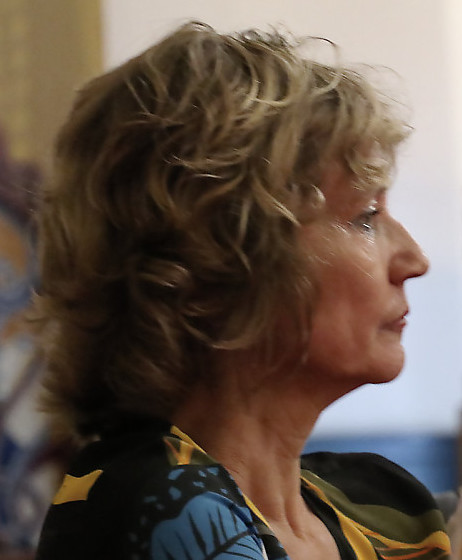
Heidrun Tempel (2019)

Heidrun Tempel  (* 23. Oktober 1958 in Brühl) ist eine deutsche Diplomatin. Sie war von 2013 bis 2016 Botschafterin in Aserbaidschan und von 2019 bis 2023 Botschafterin in Kuba.

## Leben
Heidrun Tempel begann nach dem Abitur 1978 ein Studium der Volkswirtschaftslehre, Politikwissenschaft und Rechtswissenschaften und legte 1986 die Erste Juristische Staatsprüfung ab. Nach dem juristischen Vorbereitungsdienst absolvierte sie 1989 die Zweite Juristische Staatsprüfung und war anschließend, von 1990 bis 1991, als freie Mitarbeiterin in einer Anwaltskanzlei in Bamako in Mali tätig.
Nach ihrer Rückkehr nach Deutschland war Heidrun Tempel zwischen 1991 und 1994 Europareferentin der Evangelischen Kirche im Rheinland in Düsseldorf sowie in dieser Funktion auch zeitweilig in Brüssel tätig. Im Anschluss folgte von 1994 bis 2000 eine Tätigkeit als Leiterin der Außenstelle der Evangelischen Kirche in Deutschland (EKD) bei der Europäischen Union (EU) in Brüssel.
Im Jahr 2000 übernahm Heidrun Tempel die Funktion als Referatsleiterin im Bundeskanzleramt in Berlin und wechselte danach, 2007 als Sonderbeauftragte für den interkulturellen Dialog in das Auswärtige Amt. Daraufhin, von 2010 bis 2013, war sie ständige Vertreterin des Leiters der Botschaft Jakarta (Indonesien).
Ab August 2013 bis 2016 war Heidrun Tempel als Leiterin der Botschaft Baku Botschafterin der Bundesrepublik Deutschland in Aserbaidschan.
Ab 2016 war Heidrun Tempel als Beauftragte für Außenwissenschafts-, Bildungs- und Forschungspolitik sowie Auswärtige Kulturpolitik wieder im Auswärtigen Amt in Berlin tätig.
Von 2019 bis 2023 leitete sie als Botschafterin der Bundesrepublik in Kuba die Botschaft Havanna.
Sie veröffentlichte Schriften zum interreligiösen und interkulturellen Dialog, zu Europarecht sowie Staatskirchenrecht.
Heidrun Tempel ist verheiratet mit dem Diplomaten Peter Tempel.

## Veröffentlichungen
- Martin Honecker, Horst Dahlhaus, Jörg Hübner, Traugott Jähnichen, Heidrun Tempel (Herausgeber): Evangelisches Soziallexikon, Kohlhammer Verlag, 2001, ISBN 978-3-17-016191-7.